# 1854 w literaturze
Wydarzenia literackie w 1854 roku.

## Nowe książki
- polskie
  - Teodor Tripplin -Podróż przez Saharę, ułożona z opowiadań Jakuba Arago i objaśniona przypisami i uwagami
- zagraniczne
  - Jules Amédée Barbey d’Aurevilly – Oczarowana (L'Ensorcelée)[1]
  - Charles Dickens – Ciężkie czasy (Hard Times)
  - Henry David Thoreau – Niewolnictwo w Massachusetts (Slavery in Massachusetts)
  - Henry David Thoreau  – Walden, czyli życie w lesie (Walden, or Life in the Woods)
  - William Makepeace Thackeray – The Newcomers
- wydania polskie tytułów zagranicznych

## Dzienniki
- polskie
- zagraniczne

## Nowe eseje, szkice i felietony
- polskie
- zagraniczne
- polskie edycje autorów zagranicznych

## Nowe dramaty
- polskie
- zagraniczne
- wydania polskie tytułów zagranicznych

## Nowe poezje
- polskie
- zagraniczne
- zagraniczne antologie
- wydane w Polsce dzieła lub wybory utworów poetów obcych
- wydane w Polsce antologie poezji obcej

## Nowe prace naukowe i biografie
- polskie
- zagraniczne
- wydane w Polsce przekłady prac zagranicznych

## Urodzili się
- 27 lutego – Teodor Jeske-Choiński, polski intelektualista, pisarz i krytyk literacki (zm. 1920)
- 18 sierpnia – Eufemia von Adlersfeld-Ballestrem, niemiecka pisarka (zm. 1941)
- 16 października – Oscar Wilde, angielski poeta, prozaik i dramatopisarz (zm. 1900)
- 20 października – Alphonse Allais, francuski pisarz i poeta (zm. 1905)
- 28 października – Jean-Marie Guyau, francuski filozof, etyk i pisarz (zm. 1888)[2]

## Zmarli
- 27 lutego – Hugues-Félicité-Robert de Lamennais, francuski ksiądz, ideolog i pisarz (ur. 1782)
- 3 grudnia – Johann Peter Eckermann, niemiecki poeta i pisarz (ur. 1792)